# Kerry Simmonds
Kerry Simmonds (ur. 3 kwietnia 1989) – amerykańska wioślarka. Złota medalistka olimpijska z Rio de Janeiro.
Zawody w 2016 były jej pierwszymi igrzyskami olimpijskimi. Medal zdobyła w ósemce. Wywalczyła złoto mistrzostw świata w ósemce w 2013 i 2015 oraz srebro w dwójce bez sternika w 2014. 